# Bartolomeo Amidei
Bartolomeo Amidei (Rovigo, 23 maggio 1961) è un politico italiano, senatore dal 25 settembre 2022.

## Biografia
Amidei viene eletto sindaco di Loreo in Veneto, comune nel quale è residente, nel giugno 2004 e successivamente viene riconfermato nel 2009 con il 58,13% dei voti. Dal 2004 al 2009 esercita anche le funzioni di vicepresidente della provincia di Rovigo.
Candidato al Senato elezioni politiche del febbraio 2013 nel Popolo delle Libertà, non è eletto. Il 25 settembre 2014, a seguito delle dimissioni presentate dal senatore Pierantonio Zanettin, in quanto eletto al Consiglio Superiore della Magistratura dal Parlamento in seduta comune, viene proclamato senatore in quanto primo dei non eletti nella circoscrizione Veneto. Aderisce al gruppo di Forza Italia.
L'8 novembre 2017 lascia Forza Italia ed entra in Fratelli d'Italia - Alleanza Nazionale, passando al gruppo misto del Senato.
Candidato alle politiche del 4 marzo 2018 al Senato come capolista di Fratelli d'Italia nel collegio plurinominale di Rovigo, non è eletto.
Alle elezioni politiche del 2022 viene eletto nella quota proporzionale del collegio Veneto 1.

## Riconoscimenti
- 2016: Viene nominato ambasciatore regionale del Premio Doc Italy per la Regione Veneto